# Sant Esteve de Vilademí
Sant Esteve de Vilademí és una obra del poble de Vilademí, al municipi de Vilademuls (Pla de l'Estany), protegida com a Bé Cultural d'Interès Local.

## Descripció
L'església primitiva, que devia ser romànica del segle XII-XIII, va ser profundament transformada el segle xviii, aprofitant elements de l'antiga església. La façana actual és barroca amb una fornícula sobre la portada. A la llinda hi ha la inscripció: "Caritas me fecit 1779". Les restes de construcció medieval només són visibles als murs laterals de la nau i a la façana de ponent, on es poden observar carreus ben escairats col·locats en filades uniformes. També conserva de l'obra romànica una finestra de doble biaix amb arc de mig punt situada a la part superior del mur de migdia.
Interior. L'interior és adornat amb motllures d'escaiola. Del mateix material són els retaules de les capelles laterals amb columnes i frontons de tipus neoclàssic. Les imatges són posteriors al 1939 i no tenen un valor artístic especial.
(www.vilademuls.cat)